# 時空悍將樂團
時空悍將樂團 ﹙  ，常簡稱 SYL﹚ 1995 年在英屬哥倫比亞溫哥華組成，是加拿大的極端金屬樂團， 組織。樂團自一人工作室項目開始。 Townsend 在 1995年首張專輯─  ─玩了大部分樂器。
到1997年，他已招募永久成員。陣容包括 Townsend 負責歌聲和吉他； Jed Simon 負責吉他；Byron Stroud 負責低音； Gene Hoglan 負責鼓。這個陣容一直持續至樂隊解散。